# نوال 84
نوال 84 هو الألبوم الأول للفنانة نوال الكويتية في مسيرتها الفنية. صدر عام 1984. احتوى الألبوم على خمسة أغاني جميعها من كلمات عبد اللطيف البناي وألحان راشد الخضر.

## قائمة الأغاني
1. «يوه يايوه»
2. «أربع سنين»
3. «سفر سفر»
4. «عمري رحل»
5. «قول أحبك»